# Maciej Guzek
Maciej Guzek (ur. 1977 w Żerkowie) – polski pisarz fantasy.
Pochodzi z Żerkowa koło Jarocina. Ukończył prawo na Uniwersytecie Adama Mickiewicza w Poznaniu.
Działacz poznańskiego klubu fantastyki „Druga Era”, współpracownik fanzinu Inne Planety. Jego opowiadania pojawiały się w „Science Fiction” i „Nowej Fantastyce”.

## Twórczość

### Nagrody
Opowiadanie Królikarnia zdobyło w 2004 roku drugą nagrodę w konkursie „Nowej Fantastyki” i British Council oraz zostało nominowane do Nagrody im. Janusza A. Zajdla 2004. Nominację do tej nagrody otrzymały również opowiadania Zmiana (2006) i Adwent (2007).
Debiutancka powieść Trzeci świat została nominowana do Nagrody Literackiej im. Jerzego Żuławskiego 2010 i do nagrody Zajdla.
Na Euroconie 2010 otrzymał nagrodę Europejskiego Stowarzyszenia Science Fiction (ESFS) dla najbardziej obiecującego młodego twórcy – Encouragement Award.

### Książki
- Królikarnia (Runa, 2007) – zbiór opowiadań[5]
  - A wy nie chcecie uciekać stąd?
  - Skarby.
  - Królikarnia.
  - Brudne brzegi.
  - Tyle co nic.
  - Reorientacja.
  - Koncesja.
- Trzeci Świat (Runa, 2009)[6]

### Opowiadania
- Brzask (Science Fiction 4/2001)
- Proste rachunki (Science Fiction 9/2001)
- Złoto Gór Szarych (antologia Młode wilki polskiej fantastyki, DW Ares 2003)
- Moria (Science Fiction # 23 2/2003)
- Drugi plan (Avatarae 1/2004)
- Królikarnia (Nowa Fantastyka 8/2004)
- Śmierć Króla Olch (Science Fiction # 43 10/2004)
- Brudne brzegi (Nowa Fantastyka 5/2005)
- Zmiana (antologia Księga smoków, Runa 2006)
- Koncesja (Nowa Fantastyka 3/2007)
- Adwent (antologia Księga strachu, Runa 2007)